# …Adriano
«…Adriano» (укр. «…Адріано») — збірник пісень на чотирьох дисках італійського співака та кіноактора Адріано Челентано, випущений 19 листопада 2013 року.

## Про збірник
Назва збірника містить три крапки, що пояснювалося Адріано Челентано такими словами:

«Я ніколи на ставив "крапки" в своєму житті, і в цей "бокс-сет" поставив три крапки для того, щоб сказати — "... історія триває". Насправді, я не люблю підводити підсумків. Вони не приносять користі, і втім — нікого не цікавлять. Мене — в першу чергу. Я не знаю, чи помітили Ви, але багато з мого репертуару вже було опубліковано. Просто тому, що я не люблю ставити "крапку"»
Оригінальний текст (італ.)
[«Non ho mai fatto "punti" nella mia vita infatti in questo "box speciale" ho inserito nel titolo "tre puntini", come a dire che "la storia continua…". Proprio perché non amo trarre conclusioni. Sono inutili e poi non interessano a nessuno. A me per primo. Non so se lo hai notato ma non c'è tutto il mio repertorio musicale, fotografico e altri materiali vari, moltissimi dei quali inediti. Proprio perché evito sempre di fare "il punto"»] Помилка: [undefined] Помилка: {{Lang}}: немає тексту (допомога): текст вже має курсивний шрифт (допомога)
— Адріано Челентано, «La Repubblica»
Видання містить чотири диски, троє з яких містять як старі, популярні хіти виконавця, так і три нові композиції. Одна з нових пісень була випущена 19 лютого 2013 року як сингл на офіційному YouTube-каналі Челентано — авторська композиція «Ti fai del male», присвячена парламентським виборам в Італії. Інша — «Io non ricordo (da quel giorno tu)», вийшла як сингл на iTunes 1 листопада того ж року. Вона написана лідером групи «Negramaro» — Джуліано Санджорджі, з яким Адріано вже співпрацював під час запису альбому «Facciamo finta che sia vero». До пісні був знятий музичний кліп. Третя нова пісня — «Mai nella vita», складена відомим композитором Ріккардо Коччанте. Як сингл вона не випускалася. Четвертий диск містить запис концерту «Rock Economy», що відбувся в жовтні 2012 року у Вероні.
До видання також додається спеціальний 68-сторінковий буклет. Обкладинкою видання послужило фото Челентано, зроблене під час репетицій веронських концертів 2012 року, а також зображення чорної пантери, образ якої раніше використовувався в промороликах телетрансляції цих концертів.

## Список композицій
| Диск № 1 | Диск № 1                                                                | Диск № 1                             | Диск № 1                        | Диск № 1   |
| #        | Назва                                                                   | Автор слів                           | Автор музики                    | Тривалість |
| -------- | ----------------------------------------------------------------------- | ------------------------------------ | ------------------------------- | ---------- |
| 1.       | «Io non ricordo (da quel giorno tu)» (2013)                             | Джуліано Санджорджі                  | Джуліано Санджорджі             | 4:04       |
| 2.       | «Ti penso e cambia il mondo» (Facciamo finta che sia vero, 2011)        | Джино Де Крешенцо (Пачіфіко)         | Стівен Ліпсон, Маттео Саджезе   | 4:26       |
| 3.       | «Io sono un uomo libero» (Esco di rado e parlo ancora meno, 2000)       | Івано Фоссаті                        | Івано Фоссаті                   | 5:47       |
| 4.       | «Il ragazzo della via Gluck» (Il ragazzo della via Gluck, 1966)         | Мікі Дель Прете, Лучано Беретта      | Адріано Челентано               | 4:13       |
| 5.       | «Prisencolinensinainciusol» (Alla corte del remix, 1995)                | Адріано Челентано                    | Адріано Челентано               | 5:18       |
| 6.       | «L'emozione non ha voce» (Io non so parlar d'amore, 1999)               | Могол                                | Джанні Белла                    | 4:08       |
| 7.       | «Anna parte» (Facciamo finta che sia vero, 2011)                        | Коррадо і Камілло Кастелларі         | Коррадо Кастелларі              | 3:24       |
| 8.       | «L’arcobaleno» (Io non so parlar d'amore, 1999)                         | Могол                                | Джанні Белла                    | 3:30       |
| 9.       | «Una carezza in un pugno» (Azzurro/Una carezza in un pugno, 1968)       | Мікі Дель Прете, Лучано Беретта      | Джино Сантерколе                | 2:57       |
| 10.      | «Apri il cuore» (Esco di rado e parlo ancora meno, 2000)                | Могол, Кеопе                         | Джанні Белла, Розаріо Белла     | 5:19       |
| 11.      | «Tir» (Esco di rado e parlo ancora meno, 2000)                          | Могол                                | Джанні Белла, Розаріо Белла     | 4:28       |
| 12.      | «Hai bucato la mia vita» (Dormi amore, la situazione non è buona, 2007) | Могол                                | Джанні Белла, Людовіко Ейнауді  | 3:49       |
| 13.      | «Un po’ artista un po’ no» (Un po' artista un po' no, 1980)             | Мікі Дель Прете, Крістіано Мінеллоно | Тото Кутуньйо                   | 4:59       |
| 14.      | «Don’t play that song (you lied)» (Disco dance, 1977)                   | Ахмет Ертегюн                        | Бетті Нельсон                   | 5:09       |
| 15.      | «Stringimi a te» (виконує Клаудія Морі)                                 | Лучано Беретта, Мікі Дель Прете      | Лучано Беретта, Мікі Дель Прете | 3:31       |

| Диск № 2 | Диск № 2                                                       | Диск № 2                           | Диск № 2                  | Диск № 2   |
| #        | Назва                                                          | Автор слів                         | Автор музики              | Тривалість |
| -------- | -------------------------------------------------------------- | ---------------------------------- | ------------------------- | ---------- |
| 1.       | «Mai nella vita» (2013)                                        | Паскуале Панелла                   | Ріккардо Коччанте         | 3:51       |
| 2.       | «Storia d’amore» (Le robe che ha detto Adriano, 1969)          | Лучано Беретта, Мікі Дель Прете    | Адріано Челентано         | 4:54       |
| 3.       | «Forse eri meglio di lei» (I mali del secolo, 1972)            | Адріано Челентано                  | Адріано Челентано         | 5:26       |
| 4.       | «Una festa sui prati» (Le robe che ha detto Adriano, 1969)     | Лучано Беретта, Мікі Дель Прете    | Адріано Челентано         | 3:21       |
| 5.       | «Viola» (в альбомах не видавалася)                             | Лучано Беретта, Мікі Дель Прете    | Фердінандо Де Лука        | 3:47       |
| 6.       | «Non ti accorgevi di me» (Facciamo finta che sia vero, 2011)   | Джуліано Санджорджі                | Джуліано Санджорджі       | 3:07       |
| 7.       | «Eravamo in 100.000» (Azzurro/Una carezza in un pugno, 1968)   | Лучано Беретта, Мікі Дель Прете    | Адріано Челентано         | 2:26       |
| 8.       | «Torno sui miei passi» (Azzurro/Una carezza in un pugno, 1968) | Лучано Беретта, Мікі Дель Прете    | Адріано Челентано         | 3:13       |
| 9.       | «E voi ballate» (Il ragazzo della via Gluck, 1966)             | Нікола Салерно, Мікі Дель Прете    | Нелло Чангеротті          | 3:00       |
| 10.      | «La festa» (Il ragazzo della via Gluck, 1966)                  | Лучано Беретта, Мікі Дель Прете    | Натале Массара            | 3:41       |
| 11.      | «Lirica d’inverno» (Le robe che ha detto Adriano, 1969)        | Лучано Беретта, Мікі Дель Прете    | Адріано Челентано         | 3:52       |
| 12.      | «La tana del re» (Adriano Rock, 1968)                          | Лучано Беретта, Мікі Дель Прете    | Джино Сантерколе          | 2:11       |
| 13.      | «Un bimbo sul leone» (Azzurro/Una carezza in un pugno, 1968)   | Лучано Беретта, Мікі Дель Прете    | Джино Сантерколе          | 3:37       |
| 14.      | «Grazie prego scusi» (Non mi dir, 1965)                        | Могол, Мікі Дель Прете             | Натале Массара            | 2:04       |
| 15.      | «La pelle» (Le robe che ha detto Adriano, 1969)                | Лучано Беретта, Мікі Дель Прете    | Джино Сантерколе          | 3:11       |
| 16.      | «L'uomo perfetto» (Joan Lui, 1985)                             | Адріано Челентано, Рональд Джексон | Пінуччіо Піраццолі        | 4:58       |
| 17.      | «Stai lontana da me (Tower of Strength)» (Non mi dir, 1965)    | Могол                              | Боб Хіллард, Берт Бакарак | 2:13       |
| 18.      | «Non succederà più» (виконує Клаудія Морі)                     | Джанкарло Бігацці                  | Джанкарло Бігацці         | 4:17       |

| Диск № 3 | Диск № 3                                                                | Диск № 3                              | Диск № 3                          | Диск № 3   |
| #        | Назва                                                                   | Автор слів                            | Автор музики                      | Тривалість |
| -------- | ----------------------------------------------------------------------- | ------------------------------------- | --------------------------------- | ---------- |
| 1.       | «Ti fai del male» (2013)                                                | Адріано Челентано                     | Адріано Челентано                 | 5:56       |
| 2.       | «Una storia come questa» (Er Piu' (Storia D'Amore E Di Coltello), 1971) | Мікі Дель Прете                       | Гоффредо Канаріні                 | 4:27       |
| 3.       | «La ballata di Pinocchio» (I mali del secolo, 1972)                     | Адріано Челентано                     | Адріано Челентано                 | 6:46       |
| 4.       | «Se sapevo non crescevo» (Le robe che ha detto Adriano, 1969)           | Лучано Беретта, Мікі Дель Прете       | Джино Сантерколе                  | 3:52       |
| 5.       | «Il tempo se ne va» (Un po' artista un po' no, 1980)                    | Клаудія Морі, Крістіано Мінеллоно     | Тото Кутуньйо                     | 3:50       |
| 6.       | «Ti avrò» (Ti avrò, 1978)                                               | Даніеле Байма Бескет, Рональд Джексон | Крістіано Мінеллоно               | 4:29       |
| 7.       | «L’uomo nasce nudo» (Le robe che ha detto Adriano, 1969)                | Лучано Беретта, Мікі Дель Прете       | Роберто Негрі, Джузеппе Вердекк'я | 4:55       |
| 8.       | «Atmosfera» (Atmosfera, 1983)                                           | Лучано Беретта, Мікі Дель Прете       | Адріано Челентано                 | 4:23       |
| 9.       | «Disc Jokey» (в альбомах не випускалася)                                | Лучано Беретта, Мікі Дель Прете       | Адріано Челентано                 | 5:28       |
| 10.      | «Solo da un quarto d’ora» (Arrivano gli uomini, 1996)                   | Адріано Челентано                     | Адріано Челентано                 | 5:44       |
| 11.      | «Azzurro» (Azzurro/Una carezza in un pugno, 1968)                       | Віто Паллавічіні                      | Паоло Конте, Мішель Верано        | 3:42       |
| 12.      | «Sotto le lenzuola» (Er Piu' (Storia D'Amore E Di Coltello), 1971)      | Лучано Беретта, Мікі Дель Прете       | Адріано Челентано                 | 4:19       |
| 13.      | «Bellissima» (в альбомах не випускалася)                                | Лучано Беретта, Мікі Дель Прете       | Адріано Челентано                 | 3:48       |
| 14.      | «Ti lascio vivere» (Arrivano gli uomini, 1996)                          | Фабріціо Берлінчоні                   | Мауро Спіна                       | 4:32       |
| 15.      | «Chiudi la porta» (виконує Клаудія Морі)                                | Віто Паллавічіні                      | Адриано Челентано                 | 4:52       |

| Диск № 4 | Диск № 4                                                                             | Диск № 4                                           | Диск № 4                         | Диск № 4   |
| #        | Назва                                                                                | Автор слів                                         | Автор музики                     | Тривалість |
| -------- | ------------------------------------------------------------------------------------ | -------------------------------------------------- | -------------------------------- | ---------- |
| 1.       | «Svalutation» (Svalutation, 1976)                                                    | Джино Сантерколе, Лучано Беретта, Віто Паллавічіні | Адріано Челентано                | 4:36       |
| 2.       | «Si è spento il sole» (A New Orleans, 1963)                                          | Лучано Беретта, Мікі Дель Прете                    | Еціо Леоні, Адріано Челентано    | 3:09       |
| 3.       | «La cumbia di chi cambia» (Facciamo finta che sia vero, 2011)                        | Джованотті                                         | Джованотті                       | 4:33       |
| 4.       | «L'emozione non ha voce» (Io non so parlar d'amore, 1999)                            | Могол                                              | Джанні Белла                     | 4:22       |
| 5.       | «Pregherò» (Non mi dir, 1965)                                                        | Дон Бэки                                           | Бен Кінг                         | 3:40       |
| 6.       | «Mondo in mi 7°» (Le robe che ha detto Adriano, 1969)                                | Адріано Челентано                                  | Адріано Челентано                | 6:33       |
| 7.       | «Soli» (Soli, 1979)                                                                  | Крістіано Мінеллоно                                | Тото Кутуньйо                    | 4:12       |
| 8.       | «L’arcobaleno» (Io non so parlar d'amore, 1999)                                      | Могол                                              | Джанні Белла                     | 3:21       |
| 9.       | «Storia d’amore» (Le robe che ha detto Adriano, 1969)                                | Лучано Беретта, Мікі Дель Прете                    | Адріано Челентано                | 5:30       |
| 10.      | «Medely: Ringo» (мікс кількох пісень)                                                | —                                                  | —                                | 5:06       |
| 11.      | «Il ragazzo della via Gluck» (Il ragazzo della via Gluck, 1966)                      | Мікі Дель Прете, Лучано Беретта                    | Адріано Челентано                | 4:49       |
| 12.      | «Città senza testa» (мікс з пісень «Cammino» (1991) и «I passi che facciamo» (2002)) | Адріано Челентано                                  | Паоло Леоне, Адріано Челентано   | 6:03       |
| 13.      | «Una carezza in un pugno» (Azzurro/Una carezza in un pugno, 1968)                    | Мікі Дель Прете, Лучано Беретта                    | Джино Сантерколе                 | 3:28       |
| 14.      | «Ti penso e cambia il mondo» (Facciamo finta che sia vero, 2011)                     | Джино Де Крешенцо (Пачіфіко)                       | Стівен Ліпсон, Маттео Саджезе    | 4:23       |
| 15.      | «Azzurro» (Azzurro/Una carezza in un pugno, 1968)                                    | Віто Паллавічіні                                   | Паоло Конте                      | 2:49       |
| 16.      | «Ready Teddy» (I mali del secolo, 1972)                                              | Роберт Блеквелл, Джон Мараскалко                   | Роберт Блеквелл, Джон Мараскалко | 2:25       |
| 17.      | «Prisencolinensinainciusol» (Nostalrock, 1973)                                       | Адріано Челентано                                  | Адріано Челентано                | 3:31       |
| 4:31:26  |                                                                                      |                                                    |                                  |            |